# 梦男
夢男（英語：This Man）是一個都市傳說。據稱自2006年以來一直出現在成千上萬人的夢中，然而在現實世界中，他的身份從未被確認。他成為了名為「你夢見過這個人嗎？」的網站的主要關注點，該網站由義大利社會學家和市場營銷人員安德烈亞·納特拉（Andrea Natella）於2008年創建。該網站聲稱，第一個報告夢見這個男人的人是2006年紐約市一名精神病醫生的病人，同一名醫生的另外四名病人也認出了同樣的面孔。據該網站稱，超過3,000人與他們分享了關於這個男人的各種故事和繪畫。該網站提供了各種關於這個現象的可能解釋，從平凡到超自然现象，然而，這些理論都沒有得到任何證據或調查的支持。
2009年10月，該網站引起了媒體和在線用戶的廣泛關注，成為一種病毒式傳播。這個男人的名字傳播開來，引發了互联网上的多個迷因，被用於取笑該網站的傳單、電影和電視節目中的引用，如《X檔案》，以及《週刊少年Magazine》的漫畫系列。然而，隨後揭示出這個男人其實是一個騙局，實際上是納特拉廣告公司的一項游擊營銷活動。納特拉承認他編造了整個故事，最初的這個男人的草圖是基於他父親年輕時的一張照片。納特拉表示，他受到了電影和書籍中出現的「夢入侵」概念的啟發，他試圖探索網路的力量，以創造和傳播都市傳說和集體神話。

## 故事
據報導，有關這個男人出現在夢中的證據可以追溯到20世紀80年代。根據「你夢見過這個人嗎？」網站的陳述，這個男人的首次形像是由一位「紐約著名精神病醫生」於2006年1月根據一名患者的描述所繪製的。該患者聲稱在夢中反復出現這個神秘人物，儘管在現實生活中從未見過相似的人。數天後，另一位精神病醫生的患者看到了這幅畫，並表示自己也在夢中遇到了這個人。這位精神病醫生將圖像發送給其他專業人士，並收集了其他四位聲稱在夢中遇到相同人物的證詞。從那時起，來自世界各地的城市，包括但不限於洛杉磯、柏林、聖保羅、德黑蘭、北京市、羅馬、巴塞罗那、斯德哥爾摩、巴黎、新德里和莫斯科等地的超過8,000人聲稱在夢中曾見過這個神秘男子。
根據網站的陳述，男子在不同目擊者的夢中表現出各種不同的行為和舉止，夢境內容多種多樣，包括浪漫或性幻想，甚至到襲擊和殺害夢者，再到給予晦澀的生活建議。他與作夢者的關係因不同的記述而異；在某些夢中，他是作夢者的父親，而在另一些夢中，他是一名來自巴西的學校老師，具有六根手指的右手。由於他很少發言，而且在夢境中記住聲音與記住圖像一樣困難，因此他的聲音也無法確定。然而，他的信息中有一些重複出現的主題，比如告訴夢者“往北走”。
在2015年接受《Vice》採訪時，網站創始人安德烈亞·納特拉解釋說，他第一次夢見這個男人是在2008年的冬天，那時這個男人邀請[他]創建一個網站，以找到他自己出現的答案”。按照這個男人的指示，納特拉創建了網站，其中包括使用移動應用程序Ultimate Flash Face創建的這個男人的面部合成圖像。
然而，從未找到一個看起來像這個男人的真正的活人。納特拉收到了成千上萬封來信和電子郵件，人們提到這個男人看起來像誰，從虛構的角色如《雙峰》中的來自異地的男人和《陰陽魔界》中的假人，到真實的公眾人物如阿卜杜勒-法塔赫·塞西、安德鲁·劳埃德·韦伯和斯蒂芬·霍金等人。一些人聲稱自己就是這個男人，包括一位名叫阿魯德·卡南·阿亞（Arud Kannan Ayya）的印度上师，他將這視為自己神奇能力的證明。
網站提出了關於這個男人起源的五種理論：
- 原型理論：這個男人是根據瑞士心理學家卡尔·荣格對於人們在艱難的的生活情境中，所看到的無意識「荣格原型」的一個例子。
- 宗教理論：這個男人是上帝的表現。
- 夢境投射理論：外部力量將這個男人植入人們的夢中，可能是由某人的超自然魂灵投射造成的，或者是由公司進行的心理調教。
- 夢境模仿理論：人們只有在已經了解了這一現象並且圖像在他們的心靈中留下了印像後，才會夢到這個男人。
- 白天識別理論：人們對夢中的面孔記憶不佳，只有在看到圖像後才會認為它代表了這個男人。

## 影響
夢男的故事在2009年引起了網路用戶和媒體的廣泛關注。然而直到那年的十月，該網站的瀏覽量才急劇上升 。在很短的時間內，它吸引了超過兩百萬次的訪問，以及一萬多封電子郵件，這些郵件來自那些分享與夢男的相關經歷，並聲稱見過長相類似的人的照片。
2009年10月12日，喜劇演員蒂姆·海德克在Twitter上發布了一條關於夢男的推文，稱這個故事「嚇壞了我」。儘管納特拉之前的營銷活動只在局部範圍內引起了關注，但夢男故事卻是他的工作首次獲得國際認可。
據報導，《陌路狂殺》的導演和編劇布萊恩·貝蒂諾受到了這個病毒式故事的啟發，並將其作為一部名為《夢男》的電影的基礎，由薩姆·雷米的鬼屋影業公司製作。鬼屋影業的新聞稿稱，這部電影將講述「一個普通人發現從未見過的人在他們的夢中看到了他。現在，他必須找出為什麼他成了世界各地陌生人噩夢的源頭」，鬼屋影業公司在2010年5月購買了ThisMan.org域名。但關於電影的更多公告在此後並未發布。

## 曝光
當夢男首次廣泛曝光時，一些網路用戶開始在4chan、一些博客如ASSME和io9上對其真實性產生懷疑，他們質疑是否這只是一次巧妙的游擊營銷活動。其中，當對於「你夢見過這個人嗎？」網站的反向IP查找顯示，其託管公司還擁有另一個名為guerrigliamarketing.it的域名，而這正是納特拉用於策劃各種顛覆性騙局和涉及色情、政治和廣告的奇特藝術項目的虛假廣告公司。 這些發現引發一場關於夢男是真實現象還是騙局的激烈辯論，這一爭議一直沒有明確解決，至今仍有人持不同看法。
2010年，納特拉在他創建的藝術經紀公司KOOK Artgency的網站上發布了一篇文章，正式承認了夢男的故事實質為一項宣傳活動的噱頭。隨後，他在2012年的一篇題為《病毒「K」營銷》的論文中更加詳細地闡述了這一主題。儘管納特拉從未明確表示這個項目是否具有商業目的，但像《The Daily Dot》等新聞網站的報導中可以確定，該網站是專門為貝蒂諾和鬼屋影業而創建的游擊營銷活動。
然而，即使在納特拉承認這個騙局之後，對夢男的嚴肅報導仍然持續到2010年代中期。 2015年，Vice Media聯繫了該網站進行採訪，而納特拉在此次的回答卻似乎令人感到模糊，似乎在暗示該網站並非完全虛構。當天，Vice發表了對納特拉的採訪文章，然後又發布了一篇澄清聲明，明確夢男並不存在，並承認他們當初上當受騙：「我們曾經報導了這個故事，後來發現這是2009年的新聞，可以輕鬆通過谷歌驗證其虛假性。有人批評我們愚蠢，我們的編輯也為此流了眼淚。我們都會犯下錯誤。」

## 評價
io9的作者安娜麗·奈維茨認為夢男是納特拉的一項「傑作」，她形容它為「離奇」、有點「俗氣」且帶有一些可怕的元素，與納特拉的其他藝術作品不同，不帶有過多的「裝模作樣的偽智性政治」成分。 Vice則解釋，雖然夢男並不存在，但他「看起來確實像你可能在夢中見到的人，在夢境中，他似乎會給人拍拍背、讓人感到溫暖和懷舊，而當你醒來時，可能會有一種無法解釋的生理反應。」
2014年，边缘科学網站Mysterious Universe發表了一篇文章，聲稱有人可能會經歷類似的夢境。該文章不僅引用了榮格的原型理論，還提到了鄂文·拉胥羅的偽科學理論，即阿卡西克場理論：「如果我們的思維並不僅僅存在於我們自己的大腦中，而是存在於乙太領域中，那麼是否有些人可以在夢中訪問到與他人共享的訊息？」Vice將這個惡作劇的目的描述為「引導人們去做以前從未做過的夢」，有點類似於電影《盗梦空间》，但伴隨著一種迷因的元素，旨在引發人們的興趣。

## 流行文化
在網絡上引起廣泛關注後，許多網路用戶開始創作各種各樣的迷因，戲仿夢男的「你夢見過這個人嗎？」傳單。他們將夢男的面孔替換為公眾人物的肖像，如羅比·羅頓Robbie Rotten、卡尔·马克思和巴拉克·奧巴馬等。甚至喜劇中心也製作了他們自己的惡搞版本傳單，將丹尼爾·托什的面孔加入其中。
夢男的面孔還出現在一些電影和電視節目中：
- 夢男在2017年的韓國電影《清明夢》以及《X档案》的附加劇一集中出現，在後者中，他出現在一張之前未包含他面孔的孤膽槍手照片的右上方。[21]
- MMORPG遊戲《时空裂痕》在其“噩夢之潮”擴展包中推出了以夢男為靈感的收藏品，名為「扭曲：夢遊者」。
- 2017年，夢男作為富士電視台綜合電視劇《世界奇妙物語》 2017春季特別版的主要角色出場。[22]
- 2018年，日本雜誌《週刊少年Magazine》開始連載一部以夢男為基礎並以此惡作劇命名的漫畫《This Man 為看到那張臉的人帶來死亡》。該漫畫由惠廣史繪製，花林ソラ編寫，講述了一位名叫天野斗的警察參與解決與夢男都市傳說相關的案件。該漫畫於2018年4月25日至2019年4月3日期間進行連載，[23]單行本全5卷。
- 2019年電子遊戲《AI：夢境檔案》中包含了夢男在兩個解謎片段中的客串出演。如果玩家在這兩次機會中都看到他，將獲得一個獎杯。[24]
- 2021年，西班牙電視系列節目《醒著的故事（英语：Stories_to_Stay_Awake_(2021_TV_series)）》的章節《弗萊迪》中，腹語師的傀儡的設計靈感來自夢男。[25]
- 2021年，日本漫畫系列《膽大黨》中，夢男作為塞伯星人的複製人樣貌登場。
- 2023年美國電影夢行者保羅。
- 2024年，SEVENTEEN的子團體JxW發行迷你專輯《THIS MAN（英语：This Man (single album)）》靈感來自夢男的都市傳說

## 外部連結
- 官方网站
- 梦男 （页面存档备份，存于） 在 Know Your Meme上的介紹
- guerrigliamarketing.it （页面存档备份，存于） 該網站由託管「你夢見過這個人嗎？」網站的同一家公司託管